# La noche es para mí
«La noche es para mí» es una canción pop con ritmos árabes de la artista Soraya Arnelas, perteneciente al álbum de estudio Sin miedo. Fue producida por Jason Gill, Dimitri Stassos e Irini Michas, y adaptada al castellano por Felipe Pedroso. El 28 de febrero fue elegida como la representante de España en el Festival de la Canción de Eurovisión 2009.
Tras "Sin miedo", es el segundo sencillo de su cuarto disco.

## Historia

### Antecedentes y escritura
Originalmente, la canción fue compuesta en el año 2007 con el título Afta pou ksereis. La intención de sus productores (Jason Gill, Dimitri Stassos y Irini Michas) fue presentársela a la artista griega Helena Paparizou para que la incluyera en su nuevo disco. Pero la cantante lo rechazó porque no se ajustaba al álbum que estaban grabando, con más temas pop/rock. Un año después los mismos productores se la ofrecieron a la cantante greco-canadiense Maro Lytra, que lo rechazó, y a Chrispa que, aunque pensó tomarlo para la preselección griega de 2008 de Eurovisión, decidió finalmente descartarlo en favor de otro tema: A chance to love. En ninguno de estos tres casos la canción fue publicada, por lo que no violó las reglas de la UER para ser elegida como canción para Eurovisión en 2009.
Más tarde los productores del álbum de Soraya Arnelas aceptaron el tema como uno de los pertenecientes al nuevo disco de la cantante extremeña, llamado Sin miedo, y que salió a la venta el 15 de octubre de 2008. El tema fue retocado ligeramente, y las letras fueron adaptadas al español por el compositor Felipe Pedroso.

### Eurovisión 2009
Poco después de la publicación del álbum que incluye la canción, se especuló con que Soraya podía presentarse a la preselección española de Eurovisión en 2009 con dicho tema, y ella no desmintió la situación. Al final, la cantante presentó su candidatura en su página oficial de MySpace el 17 de diciembre.
Soraya consiguió ganar la final de la preselección del 28 de febrero de 2009 con 22 puntos (10 del jurado y 12 del público), por lo que fue elegida como representante española en Eurovisión ese año. A pesar de conseguir los mismos puntos que la cantante Melody, el televoto fue tenido en cuenta a la hora de romper este desempate.
En la final de Eurovisión, Soraya quedó en penúltimo lugar con 23 puntos otorgados por Andorra (12 puntos), Portugal (7 puntos), Suiza (3 puntos) y Grecia (1 punto), siendo uno de los peores resultados de España en el Festival de Eurovisión. Si sólo se hubiesen contabilizado los votos de los jurados, habría sido última.

### Consecuencias
Tras su puesto, Soraya criticó duramente a Televisión Española, a la que acusó de ser la principal responsable de su posición en el festival. Entre sus críticas, la cantante señaló que no pudo hacer la puesta en escena con su coreógrafo y bailarines, porque la cadena impuso los suyos. Además, opinó que su último puesto en el voto del jurado fue "un castigo" del resto de televisiones de la UER, porque TVE no pudo emitir en directo la semifinal donde el público español tenía que votar. Desde otros medios, se criticó la calidad de la propia canción para justificar el resultado.
Pese a la posición obtenida, Soraya mantuvo su popularidad y rentabilizó la participación en Eurovisión, al darse a conocer en otros países europeos como Francia y Suecia. De este modo, colaboró con Kate Ryan en "Caminaré" (2009), y con el DJ francés Antoine Clamaran en "Live your dreams" (2010).

### Semanales
| País   | Lista                         | Primera semana       | Posición de ingreso | Mejor posición | Semanas en la mejor posición | Semanas en la lista | Última semana      | Ref.   |
| ------ | ----------------------------- | -------------------- | ------------------- | -------------- | ---------------------------- | ------------------- | ------------------ | ------ |
| España | Top 50 Canciones (Promusicae) | 8 de febrero de 2008 | 47                  | 9              | 1                            | 16                  | 24 de mayo de 2008 | [ 10 ] |
| Suecia | Top 60 Singles                | 8 de mayo de 2008    | 35                  | 35             | 1                            | 2                   | 15 de mayo de 2008 | [ 10 ] |